# Yoko Ono/Plastic Ono Band
Pour les articles homonymes, voir Plastic Ono Band (homonymie).
Albums de Yoko Ono
Live Peace in Toronto 1969
(1969) Fly
(1971)
Yoko Ono/Plastic Ono Band est le premier album solo de Yoko Ono, sorti le 11 décembre 1970.
À l'exception de AOS, un enregistrement en public effectué en 1968 avec Ornette Coleman, l‘intégralité de l’album est enregistré un après-midi du mois d'octobre 1970 lors des sessions d'enregistrement de l'album John Lennon/Plastic Ono Band, aux Ascot Studios Sound et aux studios d'Abbey Road, en utilisant les mêmes musiciens et la même équipe de production. Seul le style musical diffère. « On commençait à enregistrer nos deux albums à la même séance, expliquera Yoko. Et John faisait d'abord le sien mais nous avons décidé que si j'étais inspirée il fallait que je me joigne à lui. J'aime vraiment l'idée de jammer et d'improviser et d'aller là où on ne sait pas vraiment plutôt que de tout préparer... juste laisser le vent ou je ne sais quoi décider des choses ».
Initialement publié par le label Apple Records, l'album reçoit de nombreuses critiques très négatives, à une époque où Yoko est largement accusée d’être la principale cause de la séparation des Beatles. Par conséquent, il ne réussit pas à entrer dans les charts britanniques et n’atteint que la 182e place aux États-Unis.

## Liste des chansons
Toutes les chansons sont écrites par Yoko Ono.
| No | Titre                                                                | Auteur   | Producteur(s)    | Durée |
| -- | -------------------------------------------------------------------- | -------- | ---------------- | ----- |
| 1. | Why                                                                  | Yoko Ono | Ono, John Lennon | 5:37  |
| 2. | Why Not                                                              | Ono      | Ono, Lennon      | 9:55  |
| 3. | Greenfield Morning I Pushed an Empty Baby Carriage All Over the City | Ono      | Ono, Lennon      | 5:38  |
| 4. | AOS (Avec Ornette Coleman)                                           | Ono      | Ono, Lennon      | 7:06  |
| 5. | Touch Me                                                             | Ono      | Ono, Lennon      | 4:37  |
| 6. | Paper Shoes                                                          | Ono      | Ono, Lennon      | 7:26  |

| 7. | Open Your Box           | Ono | Ono, Lennon | 7:35  |
| 8. | Something More Abstract | Ono | Ono, Lennon | 0:44  |
| 9. | The South Wind          | Ono | Ono, Lennon | 16:38 |

## Bonus (ré-édition 1997)
| No | Titre                   | Durée |
| -- | ----------------------- | ----- |
| 7. | Open Your Box           | 7:35  |
| 8. | Something More Abstract | 0:44  |
| 9. | The South Wind          | 16:38 |

## Fiche technique

### Interprètes
- Yoko Ono : chant
- John Lennon : guitare
- Klaus Voormann : basse
- Ringo Starr : batterie

- Sur AOS :
- Ornette Coleman : trompette
- David Izenzon : basse
- Charles Haden : basse
- Edward Blackwell : batterie